# École nationale supérieure d'agronomie de Yamoussoukro
Pour les articles homonymes, voir ENSA.
L'École nationale supérieure d'agronomie  (ENSA) était une école ivoirienne à Yamoussoukro. 
Elle est désormais intégrée - sous le nom d'École supérieure d’agronomie (ESA) - à l'Institut national polytechnique Félix Houphouët-Boigny, fondé en 1996.
Elle assurait la formation des ingénieurs de conception, et de technique en agronomie. Elle a été fondée en 1989.
Elle était installée à Abidjan entre 1965 et 1989.